# Per Adolph Ekorn
Per Adolph Ekorn, född 17 januari 1758 i Strängnäs, död 8 augusti 1819 i Stockholm, var en svensk ämbetsman.

## Biografi
Per Adolph Ekorn kom som student till Uppsala 1776. Han inledde tjänstemannabanan som auskultant hos magistraten i Stockholm 1777 och blev auskultant i Svea hovrätt året därpå. Ekorn blev extra ordinarie kanslist i Svea hovrätt 1779, extra ordinarie notarie 1780, tillförordnad häradshövding i Västerbottens norra kontrakts domsaga 1780, häradshövding i sex tingslag i Torneå och Kemi lappmarker 1796, häradshövding i Västerbottens norra kontrakts domsaga med Piteå, Luleå, Råneå, Överkalix och Nederkalix tingslag 1799, fick lagmans titel 1804, blev landshövding i Norrbottens län 1810 och i Älvsborgs län 1816 samt justitieråd 1817. Han adlades 1815 med namnet Ekorn och introducerades samma år på Riddarhuset under nr 2233, men dog barnlös och slöt således själv sin ätt.

### Familj
Ekorn gifte sig 8 januari 1782 i Sunderbyn, Nederluleå socken med Magdalena Tholerus (1763–1833), dotter till karmhandlaren Daniel Tholerus och Margareta Törnblad i Stockholm.

## Utmärkelser
- Riddare av Nordstjärneorden, 3 juli 1809